# Merkel (Texas)
Merkel es un pueblo ubicado en el condado de Taylor en el estado estadounidense de Texas. En el Censo de 2010 tenía una población de 2.590 habitantes y una densidad poblacional de 357,53 personas por km².

## Geografía
Merkel se encuentra ubicado en las coordenadas 32°28′11″N 100°0′40″O / 32.46972, -100.01111. Según la Oficina del Censo de los Estados Unidos, Merkel tiene una superficie total de 7.24 km², de la cual 7.24 km² corresponden a tierra firme y (0%) 0 km² es agua.

## Demografía
Según el censo de 2010, había 2.590 personas residiendo en Merkel. La densidad de población era de 357,53 hab./km². De los 2.590 habitantes, Merkel estaba compuesto por el 87.53% blancos, el 1.12% eran afroamericanos, el 0.35% eran amerindios, el 0.19% eran asiáticos, el 0.15% eran isleños del Pacífico, el 9.11% eran de otras razas y el 1.54% pertenecían a dos o más razas. Del total de la población el 17.8% eran hispanos o latinos de cualquier raza.